# Chanathip Songkrasin
Chanathip Songkrasin (in thailandese ชนาธิป สรงกระสินธ์; Nakhon Pathom, 5 ottobre 1993) è un calciatore tailandese, centrocampista del BG Pathum Utd e della nazionale tailandese.

## Carriera

### Club
Ha giocato nella prima divisione thailandese ed in quella giapponese.

#### BEC Tero Sasana
Songkrasin venne promosso in prima squadra nel BEC Tero Sasana dal nuovo allenatore Andrew Ord che era stato suo coach nelle giovanili. Il suo primo goal arrivò il 6 maggio, nella vittoria per 2–0 contro il Thai Port nella Thai League 1. Agli inizi del 2013 Chanathip ricevette un'offerta di ingaggio dal club giapponese Gamba Osaka, ma la trattativa si arenò.

#### Muangthong United
Il 27 gennaio 2016 fu annunciato che Chanathip, insieme ai suoi compagni di squadra nel BEC Tero Peerapat Notchaiya e Tanaboon Kesarat, sarebbe passato in prestito al Muangthong United nel corso della stagione. Chanathip segnò la prima rete con la maglia del Muangthong United il 1º maggio 2016 nella partita vittoriosa contro il Chonburi. Nella sua prima stagione nel club, aiutò la squadra a vincere la Thai League 2016 e la Thai League Cup 2016.
Chanathip Songkrasin fornì un'ottima prestazione nella fase a gironi della AFC Champions League 2017 nelle prime due partite contro Brisbane Roar e Kashima Antlers, dalle quali il Muangthong United riuscì a raccogliere quattro punti. Venne nominato migliore in campo in entrambe le partite.

#### Hokkaido Consadole Sapporo
Nel dicembre 2016 viene annunciato il passaggio di Chanathip al neopromosso club giapponese Hokkaido Consadole Sapporo nell'estate 2017, in prestito dal Muangthong United. Il giocatore viene ufficialmente presentato l'11 gennaio 2017, e gioca la prima metà di stagione con il Muangthong United, prima di trasferirsi a Sapporo, Giappone, nel luglio 2017.
Il 26 luglio 2017 debutta con la maglia del Consadole Sapporo nella Coppa J.League 2017 contro il Cerezo Osaka, subentrando a Ryota Hayasaka al 46º minuto. Il 29 luglio 2017 esordisce anche in campionato nel match contro l'Urawa Red Diamonds. Così facendo, diventa il primo calciatore thailandese ad apparire nella massima serie giapponese. Il suo primo goal nella J-League si ha nel pareggio per 3 a 3 con il Cerezo Osaka il 2 marzo 2018.
Il 13 luglio 2018 Chanathip firma un contratto con il Consadole Sapporo, diventando un giocatore permanente della rosa fino al 1º febbraio 2019.
Il 3 dicembre 2018, dopo aver contribuito al quarto posto del Consadole Sapporo nella J1 League 2018, Chanathip Songkrasin viene votato dai compagni di club miglior giocatore della squadra nella stagione. Successivamente, fu annunciato come uno dei giocatori migliori della J1 League 2018, primo in assoluto nel sud-est asiatico.

#### Kawasaki Frontale

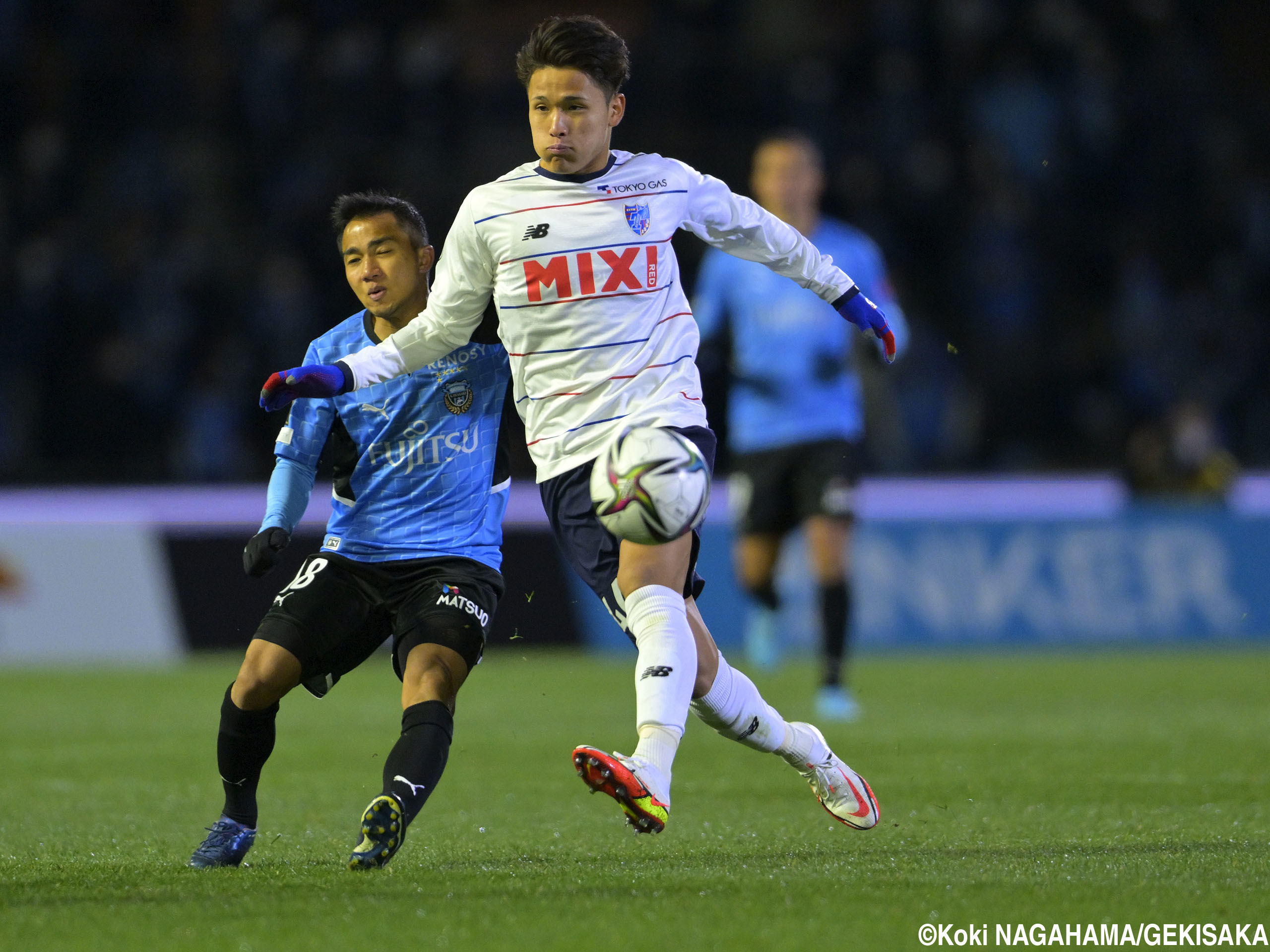
Chanatip (sinistra) con la maglia del Kawasaki Frontale

Nel gennaio 2022 Chanathip viene ingaggiato dal Kawasaki Frontale con un trasferimento costato circa $3.8 milioni, infrangendo il record della J.League per un trasferimento interno.
Nel marzo 2022 Chanathip Songkrasin fornisce il primo assist con la nuova maglia nel corso di una partita contro il Nagoya Grampus.

#### BG Pathum United
Nel giugno 2023 Chanathip tornò nella Thai League 1, firmando per il BG Pathum United. Nel giugno 2024 ha vinto la Thai League Cup con il club.

### Nazionale
Ha partecipato alla Coppa d'Asia 2019, scendendo in campo in tutte e 4 le partite disputate dalla nazionale thailandese nel torneo.

## Statistiche

### Cronologia presenze e reti in nazionale

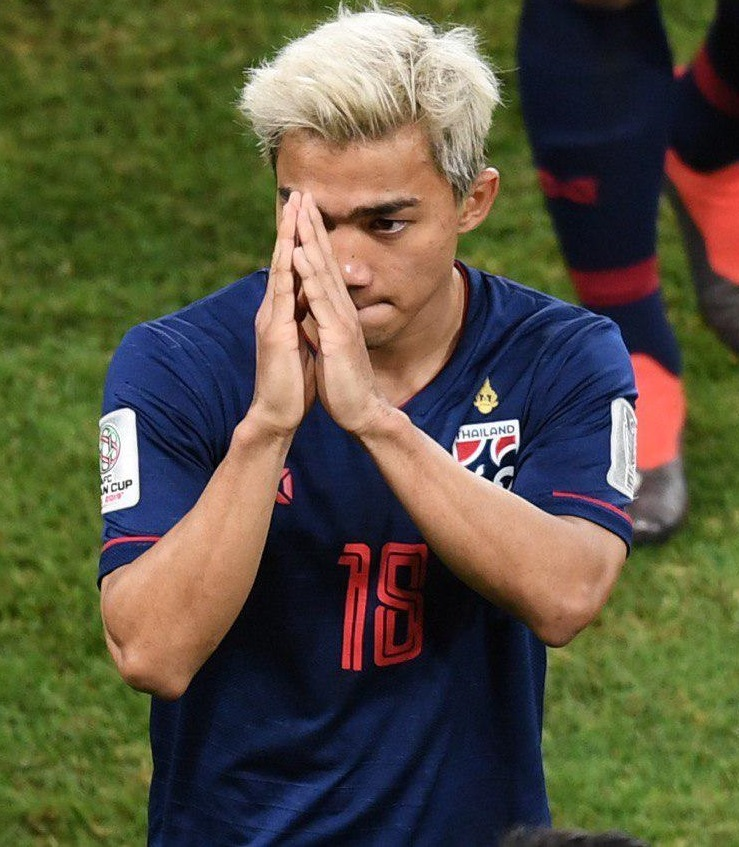
Chanathip con la maglia della nazionale durante la Coppa d'Asia 2019.

| Cronologia completa delle presenze e delle reti in nazionale ― Thailandia | Cronologia completa delle presenze e delle reti in nazionale ― Thailandia | Cronologia completa delle presenze e delle reti in nazionale ― Thailandia | Cronologia completa delle presenze e delle reti in nazionale ― Thailandia | Cronologia completa delle presenze e delle reti in nazionale ― Thailandia | Cronologia completa delle presenze e delle reti in nazionale ― Thailandia | Cronologia completa delle presenze e delle reti in nazionale ― Thailandia | Cronologia completa delle presenze e delle reti in nazionale ― Thailandia |
| Data                                                                      | Città                                                                     | In casa                                                                   | Risultato                                                                 | Ospiti                                                                    | Competizione                                                              | Reti                                                                      | Note                                                                      |
| ------------------------------------------------------------------------- | ------------------------------------------------------------------------- | ------------------------------------------------------------------------- | ------------------------------------------------------------------------- | ------------------------------------------------------------------------- | ------------------------------------------------------------------------- | ------------------------------------------------------------------------- | ------------------------------------------------------------------------- |
| 06-01-2019                                                                | Abu Dhabi                                                                 | Thailandia                                                                | 1 – 4                                                                     | India                                                                     | Coppa d'Asia 2019 - 1º turno                                              | -                                                                         | 73’                                                                       |
| 10-01-2019                                                                | Dubai                                                                     | Bahrein                                                                   | 0 – 1                                                                     | Thailandia                                                                | Coppa d'Asia 2019 - 1º turno                                              | 1                                                                         |                                                                           |
| 14-01-2019                                                                | al-'Ayn                                                                   | Emirati Arabi Uniti                                                       | 1 – 1                                                                     | Thailandia                                                                | Coppa d'Asia 2019 - 1º turno                                              | -                                                                         |                                                                           |
| 20-01-2019                                                                | al-'Ayn                                                                   | Thailandia                                                                | 1 – 2                                                                     | Cina                                                                      | Coppa d'Asia 2019 - Ottavi di finale                                      | -                                                                         |                                                                           |
| 21-03-2019                                                                | Nanning                                                                   | Cina                                                                      | 0 – 1                                                                     | Thailandia                                                                | Cina Cup 2019 - Semifinale                                                | 1                                                                         |                                                                           |
| 19-11-2019                                                                | Hanoi                                                                     | Vietnam                                                                   | 0 – 0                                                                     | Thailandia                                                                | Qual. Mondiali 2022                                                       | -                                                                         |                                                                           |
| Totale                                                                    |                                                                           | Presenze                                                                  | 6                                                                         |                                                                           | Reti                                                                      | 2                                                                         |                                                                           |

## Palmarès

### Club

#### Competizioni nazionali
- Thai League Cup: 3

BEC Tero Sasana: 2014
Muangthong United: 2016
BG Pathum United: 2024
- Campionato thailandese: 1

Muangthong United: 2016

### Nazionale
- Campionato dell'ASEAN di calcio: 3

2014, 2016, 2020
- King's Cup: 2

2016, 2024

### Individuale
- Giovane dell'anno del campionato thailandese: 1

2012
- Miglior giocatore del Campionato dell'ASEAN di calcio: 3

2014, 2016, 2020
- Squadra del campionato giapponese: 1

2018
- Capocannoniere del Campionato dell'ASEAN di calcio: 1

2020: (4 gol, a pari merito con Teerasil Dangda, Bienvenido Marañón e Safawi Rasid)